# Peltosaris triplaca
Peltosaris triplaca är en fjärilsart som beskrevs av Edward Meyrick 1902. Peltosaris triplaca ingår i släktet Peltosaris och familjen plattmalar. Inga underarter finns listade i Catalogue of Life.